# Maorier
Maorier (egentlig stavet Māori) er navnet på New Zealands oprindelige befolkning, og udgjorde i 2001 ca. 15 % af den samlede befolkning på øerne. Omkring 64 % af dem boede i byområderne, mens de sidste 16 % boede i landområderne. Desuden er mange emigreret til især Australien (ca. 70.000 beboere) og Storbritannien (ca. 10.000 beboere).
Folket stammer fra nogle af de polynesiske øer, og ankom omkring år 1300 i kanoer til Nordøens østkyst.
Maori-sproget er oprindeligt udelukkende et talesprog, som indgår i den polynesiske sprogfamilie. Missionærer nedfældede i første halvdel af det 19. århundrede de polynesiske lyde og lod dem repræsentere ved engelske bogstaver. Hermed har man kunnet udarbejde et de facto skriftsprog og tilmed udgive ordbøger.
Maorierne har gennem deres billedskærearbejder beskrevet deres forfædres særlige styrker. De har desuden en rig historiefortælling gennem en række myter og sagn.
Maorier var traditionelt tatoveret med spiralformede tatoveringer i ansigtet, såkaldte tā moko, der signalerede status og tilhørsforhold.